# Přízračný ostrov

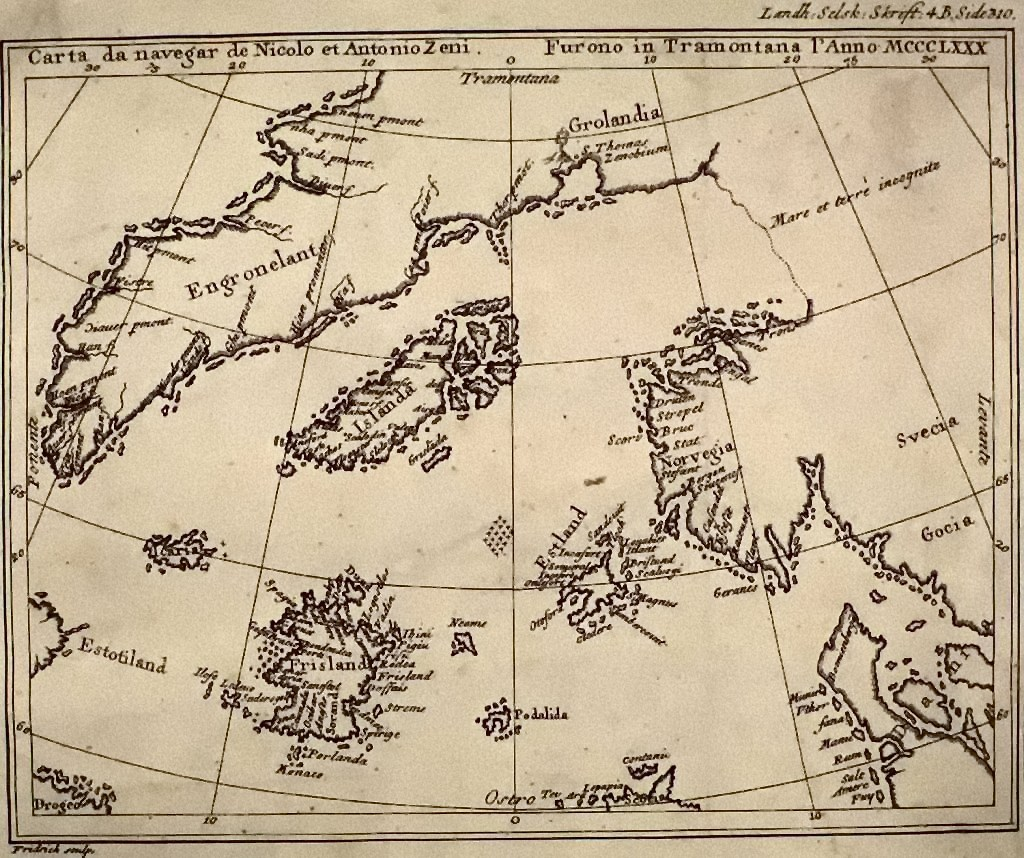
Mapa z roku 1558 ukazuje v severním Atlantiku přízračný ostrov Frisland

Přízračný ostrov (anglicky Phantom Island) je označení ostrova, o kterém existují jen nedůvěryhodné zprávy a který byl zpravidla prohlášen za falešný poté, co se prokázalo, že na udaných souřadnicích nic není. 

## Historie
Od fiktivních ostrovů (Tajuplný ostrov Julese Vernea nebo Utopia Thomase Morea), které jsou jasným výtvorem spisovatelovy fantazie, se přízračný ostrov liší tím, že v minulosti mnoho lidí věřilo v jeho reálnou existenci a byl zakreslován na mapách. Přízračný ostrov také není zcela totožný s legendárními ostrovy jako Atlantida, které nejspíš zanikly už v prehistorické době.
Zprávy o tajemných ostrovech, které nikdo ze současníků neviděl, se objevovaly už ve starověku (Thule) a středověku (ostrov svatého Brendana) - tehdy měly spíše mytologický charakter. Teprve od 15. století přinesly zámořské objevy množství informací o vzdálených zemích, které bylo těžké ověřit. Cílenému pátrání po údajných ostrovech se na svých plavbách věnoval např. James Cook. Rozvoj letectví a kosmonautiky ve 20. století potvrdil nebo vyvrátil existenci i těch nejmenších kousků pevniny. Přesto se dosud na mapách objevují vymyšlené ostrovy - např. útesy Marie Terezie ve školním atlasu z roku 1982.

## Klasifikace
Přízračné ostrovy se dají rozdělit do tří skupin:
- ty, které si jejich „objevitelé“ jednoduše vymysleli, aby získali slávu nebo finanční odměnu. Příkladem mohou být ostrov Malabrigos východně od Japonska, se kterým se chlubil jakýsi kapitán Magee; nebo Ostrov Kresličovy ženy, o němž W. Raleighovi vyprávěl Don Pedro ze Sarmienta, řka, že jistý ostrov v Magellanově úžině byl na mapu zanesen jejím kresličem na přání jeho ženy, jež si přála mít vlastní ostrov.[1]
- optický klam (fata morgána) nebo navigační omyl (např. Pepysova země se po prozkoumání lodního deníku ukázala být špatně lokalizovanými Falklandami)
- ostrůvky, které v době objevení skutečně existovaly, ale pak se v důsledku geologických změn ponořily pod hladinu (např. Bermeja v Mexickém zálivu).

## Seznam nejdůležitějších přízračných ostrovů

### Severní ledový oceán
- Sannikovova země
- Keenanova země
- Crockerova země
- Willoughbyho země
- Rupes Nigra (Magnetická hora)

### Atlantský oceán
- Jacquetův ostrov
- Estotiland
- Mayda
- Bacalao (Tresčí ostrov)
- Saxemberg
- Ostrov svatého Matouše
- Ostrov svatého Brandana
- Breasil
- Antillia
- Ostrovy Aurory
- Daculi
- Isla Grande
- La Catholique

### Indický oceán
- Juan de Lisboa
- Torca

### Tichý oceán
- Ansonovo souostroví
- Schjetmanův útes
- Filippův útes
- Podesta
- Haymetova skála
- útesy Marie Terezie
- útesy Ernesta Legouvého
- Sandy Island[2]
- Davisova země

### Jižní oceán
- Nové jižní Grónsko
- Thompsonův ostrov
- Pactolus
- Emerald
- Doughertyho ostrov

### Ostatní
- Ostrov Kresličovy ženy